# Coulterella ohtakai
Coulterella ohtakai är en plattmaskart som beskrevs av Timoshkin OA 200. Coulterella ohtakai ingår i släktet Coulterella och familjen Rhynchokarlingiidae. Inga underarter finns listade i Catalogue of Life.